# Liste der Bürgermeister von Beindersheim
Die Liste der Bürgermeister von Beindersheim enthält die urkundlich bekannten Bürgermeister und Schultheiße von Beindersheim von 1307 bis zur Gegenwart.
Schultheiße waren Vorsitzende des Ortsgerichts, daneben gab es noch den Bürgermeister als Vermittler zwischen den Einwohnern und der Dorfherrschaft. In den Urkunden sind meist die Schultheiße genannt, nicht die Bürgermeister.

## Schultheiße und Bürgermeister
| Erwähnung / Amtszeit | Name                  | Anmerkungen                                                                 |
| -------------------- | --------------------- | --------------------------------------------------------------------------- |
| 1307                 | Schmutzel             | Schultheiß                                                                  |
| 1408–1417            | Jeckel Krompfuß       | Schultheiß                                                                  |
| 1534–1538            | Adam Helgenhaus       | auch: Heiligenhaus / Schultheiß                                             |
| 1570                 | Hans Kenn             | Schultheiß                                                                  |
| 1616                 | Hans Eichinger        | Bürgermeister                                                               |
| 1616                 | Mates Freihant        | Schultheiß                                                                  |
| 1654                 | Christoph Oberlein    | Schultheiß                                                                  |
| 1687–1705            | Peter Ungefehr        | Schultheiß                                                                  |
| 1709                 | Simon Fluch           | Schultheiß                                                                  |
| 1732                 | Johann Jakob Ungefehr | Schultheiß                                                                  |
| 1740–1747            | Philipp Hübinger      | Schultheiß                                                                  |
| 1773                 | Zimmermann            | Schultheiß                                                                  |
| 1774                 | Konrad Roland         | Schultheiß                                                                  |
| 1781–1785            | Mathes Rauh           | Schultheiß                                                                  |
| 1816–1848            | Johann Nagel          | Bürgermeister                                                               |
| 1848–858             | Philipp Raquet I.     | Bürgermeister                                                               |
| 1858–1868            | Heinrich Ungefehr     | Bürgermeister                                                               |
| 1868–1884            | Philipp Raquet II.    | Bürgermeister                                                               |
| 1894–1895            | Philipp Schubach      | Bürgermeister                                                               |
| 1896                 | Wilhelm Seyfried      | Bürgermeister                                                               |
| 1896–1899            | Konrad Raquet         | Bürgermeister                                                               |
| 1900–1909            | David Peter           | Bürgermeister                                                               |
| 1909–1922            | Wilhelm Seyfried      | Bürgermeister, zweite Amtszeit                                              |
| 1923                 | Josef Adrian          | Bürgermeister                                                               |
| 1924–1929            | Konrad Schmelzer      | Bürgermeister                                                               |
| 1930–1932            | Kurt Seyfried         | Bürgermeister                                                               |
| 1933–1942            | Wilhelm Raquet        | Bürgermeister                                                               |
| 1942–1945            | Konrad Schmelzer      | Bürgermeister, zweite Amtszeit                                              |
| 1945                 | Karl Steinacker       | Bürgermeister, kommissarisch eingesetzt durch amerikanische Besatzungsmacht |
| 1945–1946            | Emil Zotz             | Bürgermeister, kommissarisch eingesetzt durch französische Besatzungsmacht  |
| 1946                 | Karl Mickert          | Bürgermeister, kommissarisch eingesetzt durch französische Besatzungsmacht  |
| 1946–1952            | Emil Zotz             | Bürgermeister, zweite Amtszeit                                              |
| 1952–1965            | Wilhelm Benz          | Bürgermeister                                                               |
| 1966–1974            | Paul Sturm            | Bürgermeister                                                               |
| 1974–1989            | Hermann Peter         | Bürgermeister                                                               |
| 1989–1999            | Heinz Müller          | Bürgermeister                                                               |
| 1999–2009            | Benno Haas            | Bürgermeister                                                               |
| 2009–2019            | Thomas Wey            | Bürgermeister                                                               |
| 2019–                | Ken Stutzmann         | Bürgermeister                                                               |